# Kanton Tardets-Sorholus
Der Kanton Tardets-Sorholus war von 1790 bis 2015 ein französischer Wahlkreis im Arrondissement Oloron-Sainte-Marie, im Département Pyrénées-Atlantiques und in der Region Aquitanien; sein Hauptort war Tardets-Sorholus.

Er war 383 km² groß und hatte (2006) 3143 Einwohner, was einer Bevölkerungsdichte von 8 Einwohnern pro km² entsprach.

## Gemeinden
Der Kanton bestand aus 16 Gemeinden:
| Gemeinde                        | Einwohner Jahr | Fläche km² | Bevölkerungsdichte | Code INSEE | Postleitzahl |
| ------------------------------- | -------------- | ---------- | ------------------ | ---------- | ------------ |
| Alçay-Alçabéhéty-Sunharette     | 227 (2013)     | 34,4       | 7 Einw./km²        | 64015      | 64470        |
| Alos-Sibas-Abense               | 305 (2013)     | 5,78       | 53 Einw./km²       | 64017      | 64470        |
| Camou-Cihigue                   | 97 (2013)      | 10,08      | 10 Einw./km²       | 64162      | 64470        |
| Etchebar                        | 71 (2013)      | 8,23       | 9 Einw./km²        | 64222      | 64470        |
| Haux                            | 85 (2013)      | 17,01      | 5 Einw./km²        | 64258      | 64470        |
| Lacarry-Arhan-Charritte-de-Haut | 126 (2013)     | 23,32      | 5 Einw./km²        | 64298      | 64470        |
| Laguinge-Restoue                | 183 (2013)     | 6          | 30 Einw./km²       | 64303      | 64470        |
| Larrau                          | 191 (2013)     | 126,8      | 2 Einw./km²        | 64316      | 64560        |
| Lichans-Sunhar                  | 69 (2013)      | 3,43       | 20 Einw./km²       | 64340      | 64470        |
| Licq-Athérey                    | 239 (2013)     | 17,87      | 13 Einw./km²       | 64342      | 64560        |
| Montory                         | 305 (2013)     | 20,45      | 15 Einw./km²       | 64404      | 64470        |
| Ossas-Suhare                    | 95 (2013)      | 7,17       | 13 Einw./km²       | 64432      | 64470        |
| Sainte-Engrâce                  | 211 (2013)     | 72,69      | 3 Einw./km²        | 64475      | 64560        |
| Sauguis-Saint-Étienne           | 158 (2013)     | 8,81       | 18 Einw./km²       | 64509      | 64470        |
| Tardets-Sorholus                | 590 (2013)     | 14,99      | 39 Einw./km²       | 64533      | 64470        |
| Trois-Villes                    | 142 (2013)     | 6,39       | 22 Einw./km²       | 64537      | 64470        |

## Geschichte
Der Kanton hieß anfangs (1790) Canton de Tardets, dessen Zusammenlegung mit Sorholus datiert vom 17. April 1859. Damals bestand der Kanton aus lediglich zehn Gemeinden: Haux, Laguinge-Restoue, Larrau, Licq-Athérey, Montory, Sainte-Engrâce, Sauguis, Sorholus, Tardets und Trois-Villes.